# Lilla tjärnet (Långseruds socken, Värmland)
Lilla tjärnet är en sjö i Säffle kommun i Värmland och ingår i Göta älvs huvudavrinningsområde. Sjöns area är 0,033 kvadratkilometer och den är belägen 104,4 meter över havet.